# Estación Central San Antonio

## Historia

### Antigua Estación
La antigua infraestructura fue construida en los primeros años de la década de 1960, y se culminó en 1964. Formaba parte de la entonces ruta férrea Cochabamba-Oruro.[1]

### Nueva Estación

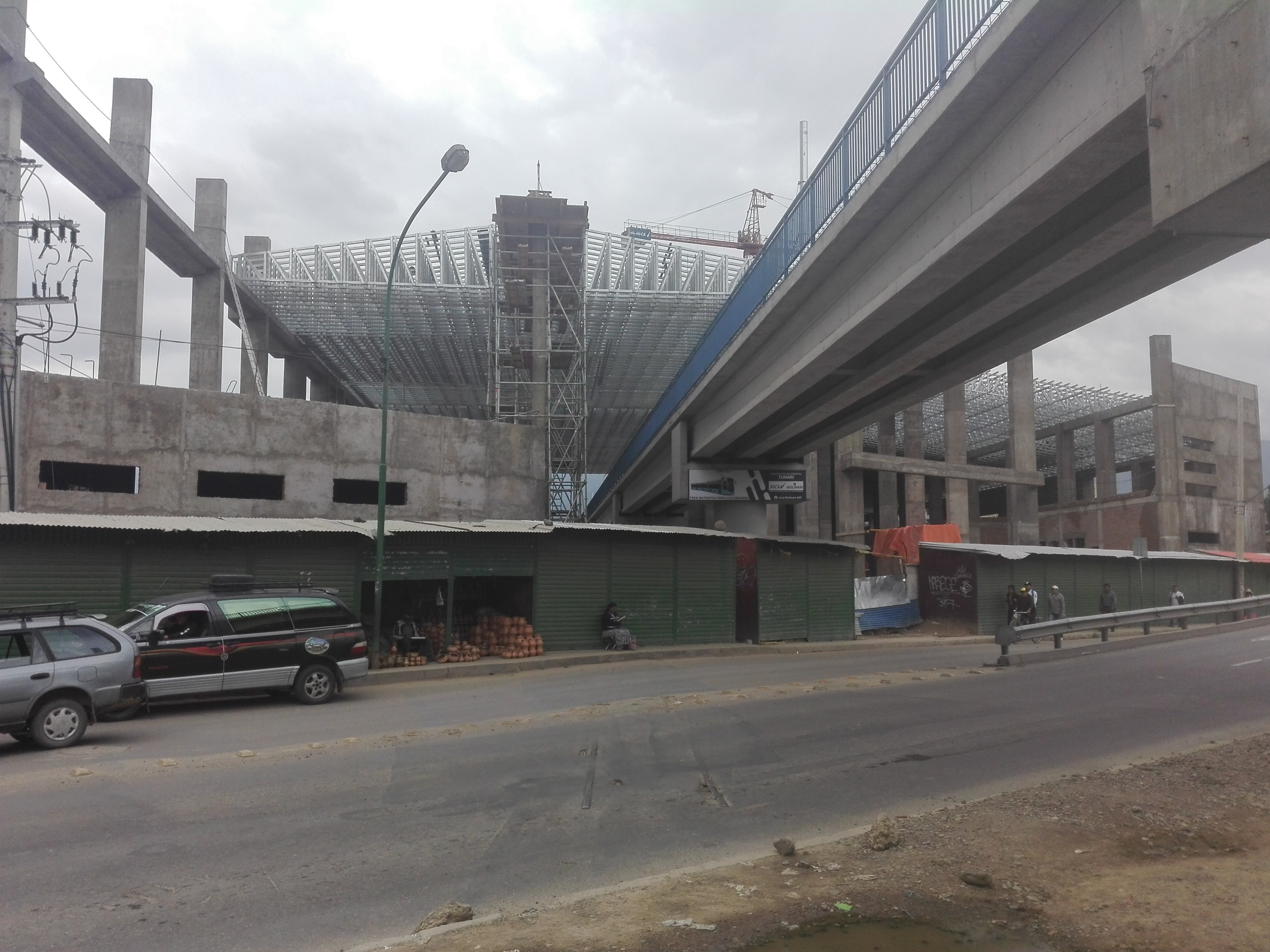
Construcción de Estación Central San Antonio

Tras adquirir los terrenos de la vieja estación de ferrocarriles, la Asociación accidental Tunari (compuesta por las empresas JOCA y Molinari), iniciaron las obras civiles de la nueva estación de San Antonio desde el día 24 de enero de 2018, como parte del plan para la instauración del Tren Metropolitano de Cochabamba, con el emplazamiento de las rieles de salida para las tres líneas (roja, amarilla y verde), así como una terminal, puesto de mando, talleres de mantenimiento y cocheras.
En los últimos meses del año 2017 se hizo un estudio de tierra correspondiente. Así mismo, en enero de 2018 se emplazaron cinco frentes de trabajo en la construcción del canal donde se trasladará las aguas de la corriente conocida como "serpiente negra".
A mediados del año 2018, desde el Ministerio de Obras Públicas se lanzó un concurso para el diseño de la fachada de la nueva estación, indicando que la infraestructura es "europea"  y  se dará una "imagen cochabambina". El premio del primer lugar del concurso fue de 21 mil bolivianos (más de 3 mil dólares estadounidenses).

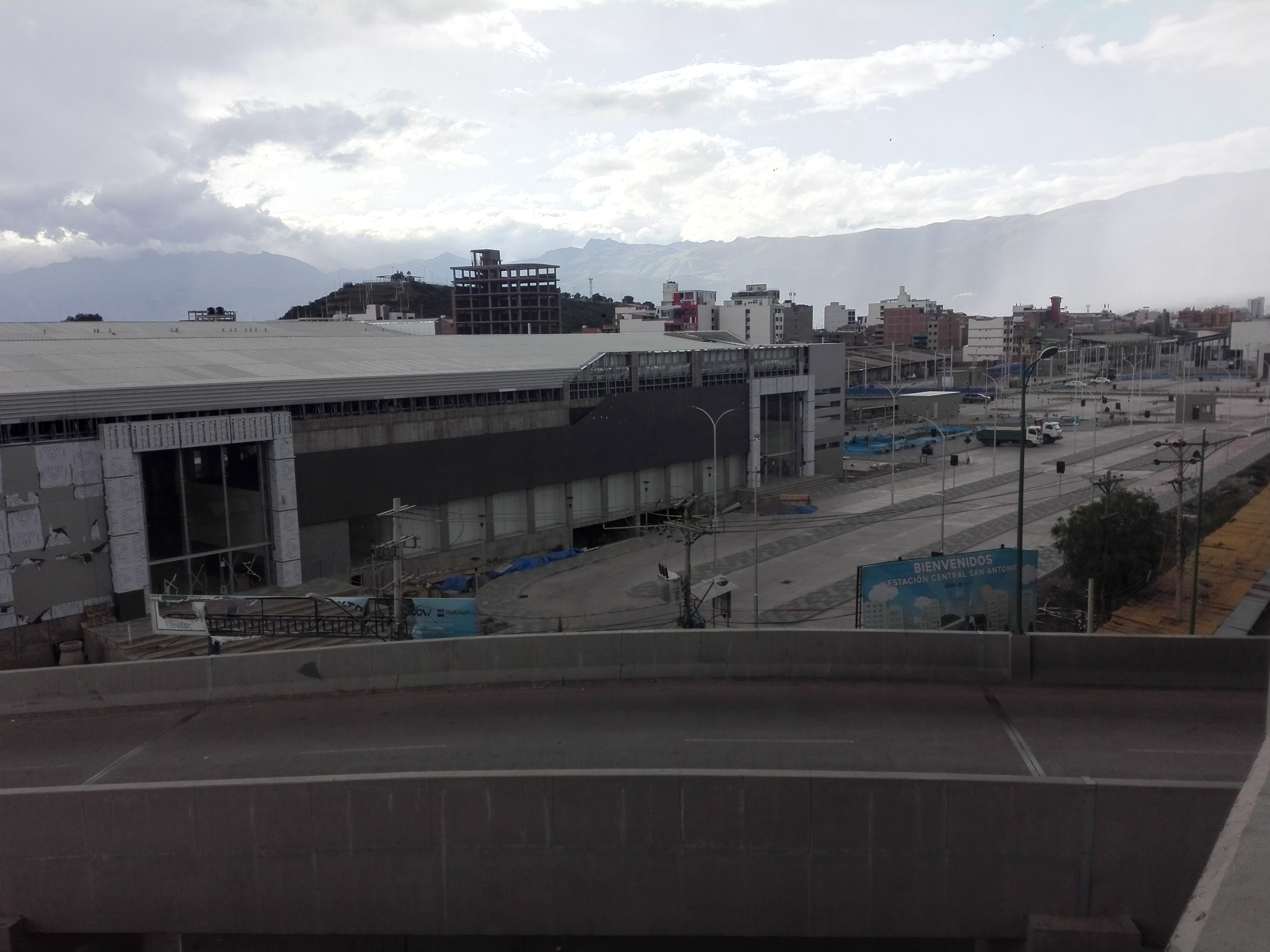
Estación de San Antonio en construcción. Abril de 2022.

El día 5 de agosto de 2022, el ministro de Obras Públicas, Edgar Montaño aseveró que las obras de la Estación Central de San Antonio estaban en su fase final, con un 95% de avance. La construcción de talleres y cocheras para los vehículos llegaba a un 91% de avance.
La construcción duró más de cuatro años, siendo oficialmente inaugurada el 13 de septiembre de 2022, junto con los servicios de las líneas roja y verde del Tren Metropolitano.
A partir de la gestión 2023, la Operadora "Mi Tren" dispone de sus ambientes de la "nueva estación" para tiendas comerciales, patio de comidas y cajeros automáticos. Disposición realizada mediante convocatorias publicadas en el Sistema de Contrataciones Estatales (Sicoes). 

## Características de la edificación
La edificación posee una extensión de 5000 metros cuadrados, con dos niveles o "plantas". En la planta inferior se ubican los andenes de las líneas amarilla y verde. Además cuenta con Plaza de comidas, y tiendas comerciales. En la planta superior se ubica una plataforma elevada para la circulación, en exclusiva,  de la Línea Roja del ferrocarril ligero interurbano.

## Ubicación
Nueva Estación: Avenida 6 de agosto con calle Angostura y Avenida  Barrientos.